# 熊西站
熊西站（日语：／ Kumanishi eki */?）是位於福岡縣北九州市八幡西區熊西，屬於筑豐電氣鐵道筑豐電氣鐵道線的鐵路車站。車站編號為CK03。此站曾經是西日本鐵道（西鐵）北九州線的分支站。

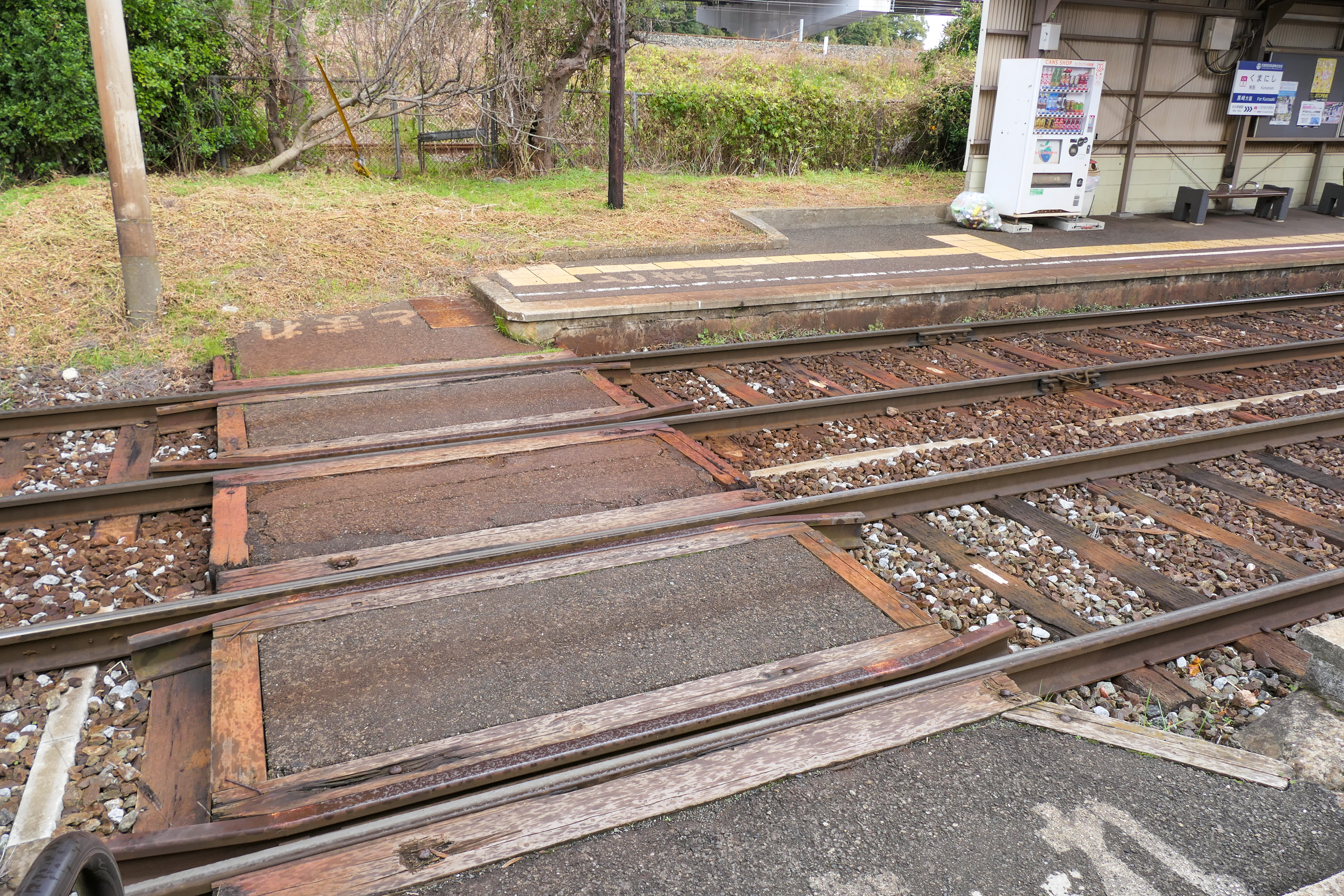
平交道(2021年12月)

## 歷史
- 1914年（大正3年）6月25日 - 西鐵北九州線（當時為九州電氣軌道（日语：九州電気軌道））電車站啟用。
- 1956年（昭和31年）3月21日 - 筑豐電氣鐵道線開通。
- 1968年（昭和43年）7月 - 貞元停留場改名為熊西停留場。
- 2000年（平成12年）11月26日 - 西鐵北九州線廢止，成為筑豐電氣鐵道的單獨車站。

## 車站構造
本站是地面車站，設有2面2線的相對式月台。此站是無人車站，過去可轉乘西鐵北九州線，因此月台長度較長。而兩線實際上的分支點是此站以西數百米處。

### 月台
| 月台 | 路線        | 方向                       | 備註 |
| ---- | ----------- | -------------------------- | ---- |
| 1    | ■筑豐電鐵線 | 永犬丸、楠橋、筑豐直方方向 |      |
| 2    | ■筑豐電鐵線 | 黑崎站前方向               |      |

※實際上沒有月台編號，上述的編號只用作列車運輸指令上使用。

## 使用狀況
在2019年度，1日平均上下車人次為480人。以下為近年1日平均乘車人次列表。
| 上下車人次變化 | 上下車人次變化 |
| 年度           | 1日平均人次    |
| -------------- | -------------- |
| 2011           | 624            |
| 2012           | 686            |
| 2013           | 501            |
| 2014           | 462            |
| 2015           | 482            |
| 2016           | 479            |
| 2017           | 474            |
| 2018           | 525            |
| 2019           | 480            |

## 車站周邊
- Applied（日语：アプライド）黑崎店
- Frespo（日语：フレスポ）黑崎
  - 唐吉訶德黑崎店
  - 西松屋（日语：西松屋）黑崎店
  - 宜得利黑崎店
  - Aleph黑崎店
- 時尚中心島村（日语：しまむら）黑崎店
- 北九州市立熊西中學
- 皇后崎公園
- 聖約瑟夫幼稚園
- 八幡西郵局（日语：八幡西郵便局）
- 八幡西警署（日语：八幡西警察署）
- 北九州市立筒井小學
- 三菱化學（日语：三菱ケミカル）西門
- 西鐵巴士北九州（日语：西鉄バス北九州）「熊西一丁目」巴士站 - 位於南邊的國道3號上。

## 相鄰車站
筑豐電氣鐵道
筑豐電氣鐵道線
西黑崎（CK02）－熊西（CK03）－萩原（CK04）

### 曾經存在的路線
西日本鐵道
北九州線（2000年11月26日廢止）
西黑崎－熊西－皇后崎

## 注腳
1. ↑  《地域社会と共に育ち共に走った　筑豊電鉄30年の歩み》1987年　筑豐電氣鐵道株式會社　101頁
2. ↑  鉄道事業｜企業・グループ情報《西鉄について》 （页面存档备份，存于）（日語） 令和元年度 駅別乗降人員
3. ↑  国土数値情報　駅別乗降客数データ  （页面存档备份，存于）（日語） - 國土交通省，2020年9月19日參閲